# Андреєв Володимир Георгійович
Андреєв Володимир Георгійович (19 березня 1945) — радянський баскетболіст.
Бронзовий призер Олімпійських Ігор 1968 року.
Чемпіон світу 1967 року.
Чемпіон Європи 1967, 1969, 1971 років.